# دیدیه اندونگ
ابراهیم دیدیه اندونگ (انگلیسی: Didier Ndong؛ زادهٔ ۱۷ ژوئن ۱۹۹۴) بازیکن فوتبال اهل گابن است که به عنوان هافبک میانی برای استقلال بازی می‌کند.
از باشگاه‌هایی که در آن بازی کرده‌است می‌توان به صفاقسی، دیژون، گنگام، واتفورد، ساندرلند، لوریان، ملطیه‌اسپور و الریاض اشاره کرد.

## سابقه باشگاهی

### صفاقسی
در سال ۲۰۱۱ دیدیه اندونگ به تونس نقل مکان کرد، جایی که اولین بازی در کریر حرفه ای خود را با بازی برای باشگاه فوتبال صفاقسی در طول فصل ۲۰۱۱-۲۰۱۲ لیگ دسته اول فوتبال تونس انجام داد. وی در اولین بازی خود در تاریخ ۲۶ سپتامبر ۲۰۱۲ برای باشگاه فوتبال صفاقسی در مقابل باشگاه فوتبال القیروانیه زیرنظر سرمربی وقت صفاقسی، نبیل کوکی ۸۰ دقیقه بازی کرد.
در فصل بعد، اندونگ تحت هدایت سرمربی تازه منصوب‌شده، رود کرول، در تیم اصلی حضور بیشتری داشت و تحت تمرینات حاتم طرابلسی، مدافع سابق آژاکس قرار گرفت. او در فصل عادی ۱۲ بازی انجام داد و یک گل در برابر باشگاه فوتبال الملعب تونس در تاریخ ۱۴ آوریل ۲۰۱۳ به ثمر رساند، در حالی که به عنوان هافبک راست هجومی برای باشگاه صفاقسی بازی می‌کرد. او در شش بازی دیگر برایباشگاه فوتبال صفاقسی در مرحله پلی‌آف شرکت کرد و به تیمش کمک کرد تا قهرمانی ملی و هشتمین عنوان کلی خود را کسب کند.

### لوریان
در ۳ ژانویه ۲۰۱۵، اندونگ با قراردادی چهار و نیم ساله به باشگاه فوتبال لوریان در لیگ ۱ فرانسه پیوست.

### ساندرلند
در ۳۱ اوت ۲۰۱۶، اندونگ با قراردادی پنج ساله و با مبلغ رکوردشکن ۱۳.۶ میلیون پوند (بدون احتساب پاداش ها) به باشگاه فوتبال ساندرلند در لیگ برتر انگلستان پیوست. او اولین بازی خود را در تاریخ ۱۲ سپتامبر ۲۰۱۶ در شکست ۳-۰ مقابل اورتون انجام داد. اندونگ در فصل ابتدایی حضورش در ساندرلند یکی از بازیکنان کلیدی تیم بود و اولین گل خود را برای ساندرلند در ۴ فوریه ۲۰۱۷ در پیروزی ۴-۰ مقابل کریستال پالاس به ثمر رساند. باشگاه ساندرلند پس از شکست ۱-۰ مقابل بورنموث در ورزشگاه آف لایت در تاریخ ۲۹ آوریل ۲۰۱۷، برای اولین بار در ده سال گذشته به چمپیونشیپ سقوط کرد. اندونگ پس از سقوط ساندرلند به چمپیونشیپ همچنان در تیم ماند و به طور منظم بازی کرد. در ۱۳ ژانویه ۲۰۱۸، او در بازی مقابل کاردیف سیتی به دلیل دریافت کارت قرمز مستقیم از زمین اخراج شد که این بازی آخرین حضور او برای ساندرلند پیش از انتقال قرضی به واتفورد بود.

#### انتقال قرضی به واتفورد
اندونگ در ۳۱ ژانویه ۲۰۱۸، در پنجره نقل و انتقالات زمستانی، به صورت قرضی به باشگاه فوتبال واتفورد در لیگ برتر انگلستان پیوست. اگرچه او به صورت قرضی به واتفورد ملحق شد، اما این باشگاه گزینه‌ای برای خرید دائمی این هافبک داشت. او به دلیل دریافت کارت قرمز در آخرین بازی خود برای ساندرلند، برای اولین بازی‌اش در واتفورد محروم بود. با این حال، پس از پایان محرومیت، اندونگ همچنان برای واتفورد بازی نکرد و در طول این دوره قرضی چهار ماهه که ناامیدکننده بود، تنها سه بار به عنوان بازیکن ذخیره روی نیمکت نشست و به میدان نرفت.

#### اخراج از ساندرلند
در پایان فصل ۲۰۱۷-۲۰۱۸، ساندرلند به لیگ یک فوتبال انگلستان سقوط کرد و تعدادی از بازیکنان برجسته تیم، از جمله اندونگ، تمایل خود را برای ترک باشگاه و عدم بازی در سطح سوم فوتبال انگلیس اعلام کردند. در ماه مه ۲۰۱۸، استوارت دونالد باشگاه ساندرلند را خریداری کرد و به طور عمومی درباره تصمیم خود برای دریافت قیمت‌های منصفانه برای فروش بازیکنان صحبت کرد. در طول پنجره نقل و انتقالات تابستانی ۲۰۱۸، اندونگ به چندین باشگاه، از جمله فیورنتینا، بنفیکا و تورینو لینک شد. تورینو با پرداخت ۶.۶ میلیون پوند برای این بازیکن توافق کرد، اما خواسته‌های شخصی اندونگ مانعی بر سر راه این انتقال بود. تا زمان آغاز تمرینات پیش‌فصل در ۲ ژوئیه، انتقال او نهایی نشده بود و اندونگ به تمرینات باشگاه ساندرلند بازنگشت، که منجر به توقف پرداخت حقوق او از سوی باشگاه شد.
اندونگ در طول پیش‌فصل و بازی‌های ابتدایی فصل ۲۰۱۸-۱۹ همچنان از باشگاه ساندرلند غایب بود. احساسات هواداران ساندرلند نسبت به این خرید رکوردشکن باشگاه به مرور زمان بدتر شد، به خصوص زمانی که اندونگ تصویری از خود در اینستاگرام منتشر کرد که او را در کنار استخر یک اقامتگاه تفریحی نشان می‌داد.
وضعیت مشابهی برای هم‌تیمی او، پاپی جیلوبوجی، در حال وقوع بود. او نیز به تمرینات بازنگشته بود و تلاش می‌کرد تا باشگاه ساندرلند را ترک کند. زمانی که جیلوبوجی در نهایت به باشگاه ساندرلند بازگشت، تقریباً بلافاصله به دلیل نقض قرارداد اخراج شد. جیلوبوجی با باشگاه توافق کرده بود که در ماه ژوئیه غایب بماند، به شرطی که خود را در شرایط بدنی مناسب نگه دارد، اما او دیر به تمرینات بازگشت و نتوانست مجموعه‌ای از تست‌های آمادگی جسمانی را پشت سر بگذارد. در زمان اخراج جیلوبوجی، توجه‌ها به وضعیت اندونگ که همچنان غایب بود، جلب شد. استوارت دونالد با اظهار نظرهای عمومی اعلام کرد که این بازیکنان عمداً در حال کاهش ارزش خود هستند تا انتقالات ارزان‌تری را به باشگاه‌های دیگر مهیا کنند. دونالد همچنین اشاره کرد که ممکن است اقدامات قانونی در پی باشد.
پس از اخراج جیلوبوجی، تمرکز به اندونگ که همچنان از باشگاه غایب بود، معطوف شد. گزارش‌هایی از گابن حاکی از آن بود که اندونگ از بازگشت به شمال شرقی انگلستان می‌ترسید، از جمله احتمال دستگیری (دلایل احتمالی این دستگیری مشخص نبود). نمایندگان اندونگ اعلام کردند که او در حال بررسی استخدام یک مذاکره‌کننده برای نمایندگی از او در مذاکرات با باشگاه است. در ۲۱ سپتامبر، گزارش شد که اندونگ از طریق نمایندگان خود بیانیه‌ای صادر کرده و اعلام کرده که در مراکش بوده است اما قصد دارد به ساندرلند بازگردد و برای جایگاه خود در تیم مبارزه کند. او پیشنهاد داد که حقوق خود را کاهش دهد. اندونگ در ۲۴ سپتامبر به باشگاه ساندرلند بازگشت و پس از یک جلسه کوتاه با مدیریت باشگاه، اخطار نقض قرارداد دریافت کرد.
باشگاه ساندرلند در بیانیه ای که در وب‌سایت رسمی باشگاه منتشر شد، اعلام کرد:
این بازیکن که تا ژوئن ۲۰۲۱ با باشگاه قرارداد داشت، در ماه ژوئیه برای تمرینات پیش‌فصل به ساندرلند بازنگشت و همچنین در ماه‌های بعد نیز غایب بود. هیچ دلیلی برای عدم گزارش و غیبت مستمر او ارائه نشد. در نتیجه، باشگاه تخلفات قراردادی دیدیه ندونگ را پذیرفته و به او اطلاع داده است. باشگاه ساندرلند این اقدام را در حالی انجام داده است که همچنان حق پیگیری قضایی و قانونی بازیکن و هر باشگاهی که او ممکن است در آینده به آن بپیوندد را به منظور دریافت غرامت برای ارزش این بازیکن، محفوظ نگه داشته است.
پس از اخراجش، اندونگ به دلیل منقضی شدن مجوز اقامتش مجبور به ترک انگلستان شد. او به گابن بازگشت و در اکتبر ۲۰۱۸، در حالی که گزارش‌هایی از مشکلات مالی شخصی او منتشر شده بود، تمرینات خود را با یک باشگاه ناشناس در لیبرویل آغاز کرد. در ۱۱ اکتبر ۲۰۱۸، ساندرلند بیانیه‌ای را در وب‌سایت خود منتشر کرد و اعلام نمود که توافق دوستانه‌ای حاصل شده و اندونگ دیگر بازیکن این باشگاه نیست. این بیانیه همچنین اشاره کرد که ساندرلند پس از امضای قرارداد ندونگ با یک باشگاه جدید، غرامت دریافت خواهد کرد.

### گنگام
در ۲۸ دسامبر ۲۰۱۸، باشگاه فوتبال گنگام اعلام کرد که پس از انجام معاینات پزشکی و نهایی کردن توافق با ساندرلند، قصد دارد دیدیه اندونگ را به خدمت بگیرد. او به طور رسمی در ۴ ژانویه ۲۰۱۹ به عنوان بازیکن جدید این باشگاه معرفی شد.

### دیژون
وی در ۳۰ ژوئیه ۲۰۱۹ با قراردادی به دیژون پیوست و لیگ ۱ فرانسه بازی کرد.

#### انتقال قرضی به ینی ملطیه‌اسپور
در ۲۶ اوت ۲۰۲۱، او به صورت قرضی برای یک فصل به باشگاه ترکیه ای ینی ملطیه‌اسپور پیوست و در سوپر لیگ فوتبال ترکیه بازی کرد.در ۱۰ مارس ۲۰۲۲، قرارداد او با رضایت دوجانبه زودتر از موعد فسخ شد

### الریاض عربستان
دیدیه اندونگ در ۱۲ اوت ۲۰۲۳ با قراردادی یکساله به باشگاه فوتبال الریاض پیوست تا در لیگ حرفه‌ای عربستان بازی کند. وی اولین گل خود را برای این تیم در هفته نهم لیگ حرفه‌ای فوتبال عربستان ۲۴–۲۰۲۳ در مقابل باشگاه فوتبال الفتح به ثمر رساند.

### استقلال
دیدیه اندونگ در ۲۱ مرداد ۱۴۰۳ با عقد قراردادی یکساله به باشگاه استقلال تهران پیوست. وی برای نخستین بار با پیراهن استقلال در مقابل باشگاه ملوان در هفته دوم لیگ برتر ۰۴–۱۴۰۳ به میدان رفت.

## آمار باشگاهی
| باشگاه     | دسته       | فصل        | لیگ برتر | لیگ برتر | جام حذفی | جام حذفی | آسیا | آسیا | سوپر جام | سوپر جام | مجموع | مجموع |
| باشگاه     | دسته       | فصل        | بازی     | گل       | بازی     | گل       | بازی | گل   | بازی     | گل       | بازی  | گل    |
| ---------- | ---------- | ---------- | -------- | -------- | -------- | -------- | ---- | ---- | -------- | -------- | ----- | ----- |
| استقلال    | لیگ برتر   | ۰۴–۱۴۰۳    | ۲۸       | ۰        | ۴        | ۰        | ۱۰   | ۰    | –        | –        | ۴۲    | ۰     |
| مجموع آمار | مجموع آمار | مجموع آمار | ۲۸       | ۰        | ۴        | ۰        | ۱۰   | ۰    | –        | –        | ۴۲    | ۰     |

## آمار ملی

### بازی‌های ملی
تا تاریخ ۹ سپتامبر ۲۰۲۳
| گابن  | گابن | گابن | گابن   |
| سال   | بازی | گل   | پاس گل |
| ----- | ---- | ---- | ------ |
| ۲۰۱۲  | ۱    | ۰    | ۰      |
| ۲۰۱۳  | ۴    | ۰    | ۰      |
| ۲۰۱۴  | ۵    | ۰    | ۱      |
| ۲۰۱۵  | ۸    | ۰    | ۰      |
| ۲۰۱۶  | ۴    | ۰    | ۰      |
| ۲۰۱۷  | ۸    | ۰    | ۰      |
| ۲۰۱۹  | ۵    | ۰    | ۰      |
| ۲۰۲۰  | ۳    | ۰    | ۰      |
| ۲۰۲۱  | ۴    | ۰    | ۰      |
| ۲۰۲۲  | ۲    | ۰    | ۰      |
| ۲۰۲۳  | ۴    | ۱    | ۰      |
| مجموع | ۴۸   | ۱    | ۱      |

### گل‌های ملی
| شماره | تاریخ          | میزبان  | بازی ملی | حریف     | نتیجه | رقابت                          |
| ----- | -------------- | ------- | -------- | -------- | ----- | ------------------------------ |
| ۱     | ۹ سپتامبر ۲۰۲۳ | نواکشوت | ۴۸       | موریتانی | ۱–۲   | مقدماتی جام ملت‌های آفریقا ۲۰۲۳ |

## سابقه ملی
دیدیه اندونگ در ۱۴ نوامبر ۲۰۱۲، اولین بازی خود را برای تیم ملی فوتبال گابن در تساوی ۲–۲ مقابل پرتغال انجام داد.
وی همچنین در سال ۲۰۱۳، توسط آنیسیت یالا سرمربی تیم ملی فوتبال زیر ۲۰ سال گابن برای بازی در جام ملت‌های آفریقا زیر ۲۳ سال دعوت شد.

## افتخارات

### صفاقسی[۳۹]
- لیگ دسته اول فوتبال تونس: ۲۰۱۲–۲۰۱۳

- جام کنفدراسیون آفریقا: ۲۰۱۳

### گنگام
- نایب قهرمان جام اتحادیه باشگاه‌های فرانسه: ۲۰۱۸–۲۰۱۹[۴۰]

### استقلال
- جام حذفی
  - قهرمان (۱): ۰۴–۱۴۰۳

### ملی

#### تیم ملی زیر ۲۳ سال گابن
- جام ملت‌های آفریقا زیر ۲۳ سال: ۲۰۱۱[۴۱]

### فردی
- بهترین هافبک دفاعی–میانی سال ۱۴۰۳ با رای کارشناسان در نوروز فوتبالی
- تیم منتخب سال ۱۴۰۳ نوروز فوتبالی
- بهترین هافبک دفاعی–میانی سال ۱۴۰۳ در لیگ برتر ایران